# Zloraba položaja
Zloraba položaja je zelo širok pojem, ki obsega protizakonito izkoriščanje lastnega položaja za osebno korist ali nezakonito delovanje. Pogosto negativno vpliva tako na delovno storilnost kot klimo v delovnem okolju, posledice pa lahko preko ustrahovanja na delovnem mestu segajo do negativnih psihofizičnih vplivov pri delavcih. 

## Definicija
Enoznačne definicije zlorabe položaja ni, SSKJ pa poda definicijo posameznih pojmov:
Zloraba:
- uporaba česa pozitivnega za kaj negativnega, slabega
- uporaba v nasprotju z zakoni, pristojnostjo

Položaj:
- način, kako je kaj nameščeno
- mesto, prostor, na katerem je posameznik ali enota pri obrambi ali v napadu
- dela in naloge, združene s posebnimi pristojnostmi, pravicami v določeni delovni, družbeni, politični skupnosti
- nekaj, kar je opredeljeno s pravicami, obveznostmi ali ugledom v določeni družbi

#### Slovenski zakon
Zloraba položaja je opredeljena tudi v 257. členu kazenskega  zakonika Rupublike Slovenije. Oseba, ki izrabi svoj položaj, prestopi meje uradnih pravic ali ne opravi uradne dolžnosti, zato da bi sebi ali komu drugemu pridobil nepremoženjsko korist ali komu prizadejal škodo, se kaznuje z zaporom do enega leta. V primeru večje škode ali hujše kršitve pravic, se oseba kaznuje s kaznijo do treh let. Večji prekrški so protipravna pridobitev premoženjske koristi, izraba uradnega položaja, prestopitev uradnih pravic ter nezakonito povečanje lastnega premoženja v večji vrednosti in se kaznujejo z zaporom do petih let. V primeru pridobitve protipravne premoženjske koristi, kjer je bilo dejanje opravljeno z namenom, se vršilec dejanja kaznuje z zaporom od enega do osmih let.

## Primeri zlorabe položaja
Dejanja, ki sodijo v zlorabo položaja, kot jo opredeli kazenski zakonik, so zelo številna, najpogostejša in najbolj poznana pa so naslednja:

#### Mobing
Pogosta sinonima sta trpinčenje na delovnem mestu in šikaniranje. Leyman poda definicijo mobinga, ki pravi, da je to motena komunikacija na delovnem mestu, ki je izrazito obremenjena s konflikti med sodelavci ali med podrejenimi in nadrejenimi, pri tem pa je napadena oseba v podrejenem položaju in izpostavljena sistematičnemu in dlje časa trajajočim napadom ene ali več oseb z namenom, da se ga izrine iz delovne sredine. V kazenskem zakoniku Republike Slovenije se mobing na delovnem mestu kaznuje z do dvema letoma zapora v primeru ponižanja in prestrašenosti žrtve ter do tremi leta zapora v primeru psihosomatskih obolenj ter zmanjšanje delovne storilnosti.

#### Korupcija
Korupcija je dajanje ali sprejemanje nagrad zaradi hitrejšega, ugodnejšega, navadno nezakonitega reševanja uradnih zadev, pogosto uporabljen sinonim pa je podkupovanje. Omejitev korupcije je opisana v zakonu o integriteti ter preprečevanju korupcije, ki je bil sprejet z namenom krepitve delovanja pravne države preko metod za krepitev integritete in transparentnosti ter metod za preprečevanje korupcije in preprečevanje in odpravljanje nasprotja interesov.

#### Institucionalna zloraba
Pojem se nanaša na neprimerno ravnanje z osebami v določeni ustanovi. Pogosto so zlorabljani starejši občani ali pa otroci, ki so v institucijah deležni zanemarjanja, fizične ali spolne zlorabe, ter zanašanja osebja na metode kaznovanja, ki niso opravičljive. Nekatere ustanove tudi delujejo pod sprejemljivimi standardi za obratovanje. Powers, Mooney in Nunno opozarjajo tudi, da na institucionalno zlorabo ne moremo sklepati zgolj iz posameznih primerov, zloraba kot taka pa je rezultat več povezanih sistemskih faktorjev. Vplivajo premoženje otroka, izobrazba skrbnika, nadzorovanost skrbnikov, sredstva, ki jih ustanova prejme ter pogled javnosti na delovanje ustanov. Avtorji izpostavijo tudi, da do zlorabe pride dvakrat ali trikrat bolj pogosto v ustanovah kot v družini.

#### Pravna zloraba
Pojem pravne zlorabe se nanaša na zlorabo s strani legalnega sistema in lahko posamezniku škoduje tako psihično kot fizično, hkrati pa je odgovorno za nepravičnost obravnave posameznika s strani države. Pojavlja se pri odvetnikih, ki svoj položaj izrabljajo za nepravično prednost svoje stranke ali pa stranke ne predstavljajo dovolj kompetentno, ali pa pri policistih, kjer so take zlorabe pogosto nenamerne, povzročene zaradi nepredvidljivih razmer, ki so v tem primeru lahko tudi rezultat pomanjkljivega poznavanja zakona. V drugih primerih pa se policijska zloraba lahko kaže v nadlegovanju, ponarejanju dokazov in podobno.

#### Nepotizem
Pojem predstavlja dajanje dobrih služb ali službenih položajev sorodnikom. Ni problem zgolj v zlorabi položaja v korist sorodnikov, ki imajo prednost pri zaposlovanju, temveč ima nepotizem negativen učinek tudi na zaposlenega, ki ga v primeru napredovanja, kljub temu, da je kandidat za delo sposoben in primeren, drugi zaposleni v podjetju ocenjujejo bolj negativno, če ima v podjetju sorodnike. Zaposlovanje sorodnikov ustvarja stigmo o nekompetentnosti zaposlenih sorodnikov ter nepravičnosti postopka izbire kadra. Vse skupaj lahko vpliva tudi na zaposlenega sorodnika, ki lahko tudi sam sebe začne zaznavati kot nekompetentnega in nesposobnega za opravljanje dela.

#### Lobiranje
Lobiranje je širok pojem in obstaja veliko definicij. Opredelijo ga kot vplivanje na zakonodajalce v korist lastnih interesov ali kot metodo legalnega političnega pritiska na zakonodajalce, pri čemer gre za usmerjeno komuniciranje z vplivnimi javnostmi, kot so vladni organi in uradniki, parlament in člani parlamenta ter politične stranke. Poenostavljeno so to vse dejavnosti vplivanja na nosilce odločitev.